# Sittin’ on Top of the World (album Deana Martina)
Sittin' on Top of the World – trzydziesty studyjny album muzyczny piosenkarza Deana Martina nagrany i wydany w 1973 roku przez Reprise Records. 
Album został ponownie wydany na płytę CD przez Capitol Records w 2006 i Hip-O Records w 2009 roku. 

## Utwory
| A1 | I'm Sittin' On Top Of The World                       | 2:10 |
| A2 | I Wonder Who's Kissing Her Now                        | 2:20 |
| A3 | Smile                                                 | 2:52 |
| A4 | Ramblin' Rose                                         | 2:11 |
| A5 | Almost Like Being In Love                             | 2:58 |
| B1 | It's A Good Day                                       | 2:07 |
| B2 | At Sundown                                            | 2:37 |
| B3 | When The Red, Red Robin Comes Bob, Bob, Bobbin' Along | 2:26 |
| B4 | You Made Me Love You ( I Didn't Want To Do It)        | 2:30 |
| B5 | I'm Forever Blowing Bubbles                           | 2:22 |